# Bibliothèque graphique
Une bibliothèque graphique est une bibliothèque logicielle spécialisée dans les fonctions graphiques. Elle permet d'ajouter des fonctions graphiques à un programme.
Ces fonctions sont classables en trois types qui sont apparus dans cet ordre chronologique et de complexité croissante :

## Bibliothèques de tracé d'éléments2D
Ces bibliothèques sont également dites bas niveau. Elles permettent de tracer les éléments graphiques de base que sont les lignes, les polygones et d'afficher des pixels ce qui permet d'afficher des icônes et des images.
Les bibliothèques graphiques peuvent communiquer directement avec le matériel c’est-à-dire la mémoire vidéo ou une carte graphique ou bien utiliser un pilote.
La bibliothèque X Window System sous Unix est typiquement une bibliothèque dédiée principalement à ce type de fonctions.
Certains anciens langages comme le BASIC comprenaient des fonctions graphiques comme partie intégrante du langage.

## Bibliothèques d'interface utilisateur
Les interfaces utilisateurs sont les éléments graphiques qui permettent à l'utilisateur d'interagir avec le programme. 
Apparues avec l'ordinateur Star de Xerox, elles sont maintenant la base de l'ergonomie des ordinateurs.
Elles permettent de construire une représentation graphique au programme avec des fenêtres, boutons, ascenseurs.
Dans les bibliothèques d'interface utilisateur on peut citer Motif, Qt, GTK, GNOME, Win32.

## Bibliothèques3D
Apparues en dernier chronologiquement, les bibliothèques 3D permettent de faire de la synthèse d'image 3D c’est-à-dire de dessiner des éléments en volume.
La première bibliothèque 3D était faite par Silicon Graphics : GL devenue OpenGL par la suite est l'une des plus connues avec DirectX de Microsoft.
Les bibliothèques 3D actuelles tirent parti, quand elles le peuvent, des capacités des cartes accélératrices.

## Différentes bibliothèques
La frontière entre ces types de bibliothèques est parfois floue : les fonctions 2D sont des fonctions de bases utilisées ailleurs comme dans l'interface utilisateur. De sorte que de nombreuses bibliothèques graphiques intègrent souvent plusieurs types de fonctions.

## Liste de bibliothèques graphiques
- Liste de bibliothèques de tracé d'éléments 2D
- Liste de bibliothèques d'interface utilisateur
- Liste de bibliothèques 3D